# راي ويتاكر
راي ويتاكر (بالإنجليزية: Ray Whittaker)‏ هو لاعب كرة قدم بريطاني في مركز نصف الجناح، ولد في 15 يناير 1945 في Bow, London ‏ في المملكة المتحدة. لعب مع كولتشستر يونايتد ونادي أرسنال ونادي لوتون تاون.